# 동서남해안및내륙권발전기획단
동서남해안및내륙권발전기획단(東西南海岸-內陸圈發展企劃團)은 동·서·남해안권 및 내륙권을 동북아시아의 새로운 경제권 및 국제적 관광지역으로 발전시키는 데 필요한 사항을 규정하여 경제·문화·관광 등 지역산업을 활성화하고 지역 간 교류와 국제협력 증대를 통하여 국가경쟁력 강화와 국가균형발전에 이바지하기 위해 설립된 대한민국 국토교통부 소속기관으로 동서남해안및내륙권발전기획단장은 국토교통부 1차관이 겸임하고, 부단장은 국토교통부 국토도시실장이 겸임한다. 경기도 안양시 동안구 중앙공원로 43 대고빌딩 3층에 위치하고 있었으나, 세종특별자치시 정부세종청사로 이전하였다.

## 설립 근거
- 동·서·남해안 및 내륙권 발전 특별법 제23조[1]

## 주요 업무
- 해안권 및 내륙권 발전에 관한 정책 및 제도 입안·기획
- 해안권 및 내륙권 개발계획의 협의 및 조정
- 국토정책위원회의 심의 사항에 대한 의안 작성 등의 보좌
- 그 밖의 해안권 및 내륙권 발전에 필요한 사항

## 연혁
- 2007년 12월 27일 건설교통부 동서남해안권발전기획단 출범
- 2008년 2월 29일 국토해양부 동서남해안권발전기획단으로 개편
- 2010년 4월 15일 국토해양부 동서남해안및내륙권발전기획단으로 확대 개편
- 2013년 국토교통부 동서남해안및내륙권발전기획단으로 변경
- 2020년 10월 12일 국토교통부 지역정책과로 통합

## 조직
| 기획단장(국토교통부 제1차관 겸임) |
| --------------------------------- |
| 부단장(국토도시실장 겸임)         |
| 기획관(지역정책과장 겸임)         |